# Нарымский хребет
Нары́мский хребе́т (каз. Нарын жотасы) — горный хребет на юге Алтая, расположенный на территории Восточно-Казахстанской области Казахстана. Служит водоразделом рек Нарым и Курчум.
Протяжённость хребта составляет 120 км. Максимальная высота — 2533 м (на востоке хребта). Хребет сложен палеозойскими песчаниками, конгломератами, сланцами, туфами, которые прорваны интрузиями гранитов. На крутом северном склоне до высоты 1300 м произрастают берёзово-осиновые леса, выше — лиственничные, по долинам — елово-пихтово-кедровые леса. Южный склон покрыт типчаково-ковыльными степями, кустарниками и лугостепями. Выше 1800 м преобладают субальпийское редколесье, альпийские луга.